# Calophyllum ceriferum
Calophyllum ceriferum är en tvåhjärtbladig växtart som beskrevs av François Gagnepain och P.F. Stevens. Calophyllum ceriferum ingår i släktet Calophyllum och familjen Calophyllaceae. Inga underarter finns listade i Catalogue of Life.